# Crepidochares subtigrina
Crepidochares subtigrina is een vlinder uit de familie Eriocottidae. De wetenschappelijke naam van de soort is voor het eerst geldig gepubliceerd in 1922 door Edward Meyrick.
1. ↑  Beccaloni, G.W., Scoble, M.J., Robinson, G.S. & Pitkin, B. (Editors). (2003). The Global Lepidoptera Names Index (LepIndex). (Geraadpleegd maart 2013).